# Nothing But Thieves
A Nothing But Thieves brit származású alternatív rockzenekar, amelyet 2012-ben alapítottak Southend-on-Sea-ben, Essexben. Tagjainak felállása stabil: Conor Mason énekes-gitáros, Joe Langridge-Brown gitáros, Dominic Craik gitáros, Philip Blake basszusgitáros és James Price dobos.
Zenei stílusukat összehasonlították olyan előadókkal, mint a Foals, The Neighbourhood és a Civil Twilight, zenéiket pedig lejátszották az alternatív és aktív rock rádiókban. 2014-ben szerződést kötöttek a RCA Recordsszal, majd számos albumot adtak ki ezek utána, amely nagy sikernek örvendezett. Megjelenítették bemutatkozó albumukat, a Graveyard Whistlinget, 2014. július 18-án. A zenekar Itch című kislemeze elnyerte a Hottest Record és a Track Of The Day elismeréseket a Radio 1-en, és felkerült a Radio 1 lejátszási listájára, valamint rendszeresen szerepelt a Sirius XM új kemény rock csatornáján, az Octane-on. Ugyanebben az évben, szerződtek a RCA Records-hoz. Önmagukról elnevezett debütáló albumukat 2015. október 16-án adták ki. Második albumuk, a Broken Machine 2017 szeptemberében jelent meg, széles körű elismerést kapva, továbbá a brit albumlistán a második helyen debütált.
Megjelentették új EP-jüket, melyet What Did You Think When You Made Me This Way? címmel láttak el, 2018. október 19-én. Az EP vezető kislemeze, a Forever & Ever More, egy hozzá tartozó zenei videóval is bemutatásra került. A zenekar három kislemezt jelenített meg 2023-ban: Welcome to the DCC-it március 15-én, Overcome-ot május 10-én, valamint Keeping You Aroundot június 23-án, mielőtt végül kiadták negyedik stúdióalbumukat, a Dead Club City-t 2023. június 30-án. Az album az Egyesült Királyság hivatalos albumlistáján első helyezést ért el.

## Albumok
2012–2016: Az együttes kialakulása és a bemutatkozó album
A zenekar Itch című kislemeze elnyerte a Hottest Record és a Track Of The Day díjakat. Az Electric Brixton-ban War Child nevű jótékonysági eseményen Arcade Fire és George Ezra előtt játszottak, felléptek az NME Awards show-on, és turnéztak a Twin Atlantic-al, Darlia-val és Young Guns zenekarokkal különféle turnékon az ország összes pontján. Több európai fesztiválon is részt vettek, beleértve a Reading & Leeds és a Wight-szigeti fesztivált. 2014 novemberében Twenty One Pilotsot támogatták a londoni Electric Brixtonban a Purple együttes társaságában. 2015 júliusában Muse-t támogatták a Rock In Roma show-on, 30 000 ember előtt játszva. A Nothing But Thieves bemutatkozó stúdióalbuma 2015. október 16-án jelent meg. A lemez a hivatalos brit albumlistán a 7. helyen debütált, a iTunes-on a 3. helyet érte el. A Trip Switch című kislemezük az Egyesült Államokban az első helyre került a Billboard Alternative formátumú rádiólejátszási listán.
2016 júniusában számos turnédátumokat jelentettek be, 2016 novemberére és decemberére Birminghamben, Manchesterben és Londonban. 2017. május 4-ig az album több mint 250 000 példányban kelt el, és 174 millió zeneszámlejátszást ért el.
2016–2020: Broken Machine and What Did You Think When You Made Me This Way?
Egy kis turnét rendeztek a brit klubokban, 2017 májusának végén azért, hogy támogassák az Amsterdam című dalukat, a második albumukból, az úgynevezett Broken Machine-ből. 2017. szeptember 8-án megjelent az első kislemezük, az Amsterdam. Később, augusztus 14-én a második kislemez, a Sorry, vált az első olyan kislemezükké, amely a brit kislemez listán szerepelt, ahol a 89. helyet érte el. 2017. augusztus 5-én több mint 500 000 ember előtt játszottak a Woodstock Festival Poland-on. Később, június 23-án a BPI által a Broken Machine-t arany minősítéssel jutalmazták. Továbbá, augusztus 24-én a zenekar bemutatott egy új dalt élőben, ami a Forever and Ever More címet viselte, a Reading Festivalon, amely a What Did You Think When You Made Me This Way? című új EP (hanglemez) vezető kislemezeként néhány nappal később került kiadásra. Az EP-t 2018. október 19-én adták ki a második kislemezükkel, a Take This Lonely Hearttal együtt.
2020–2023: Moral Panic and Moral Panic II
Március 18-án megjelent a harmadik stúdióalbumuk első kislemeze, melynek címe Is Everybody Going Crazy?. 2020. június 23-án a zenekar bejelentette, hogy harmadik albumuk, a Moral Panic 2020. október 23-án fog megjelenni, ugyanakkor, mint az albumuk második kislemeze, a Real Love Song. Ezt követően még három kislemez jelent meg: Unperson, Impossible és Phobia. 2020. szeptember 14-én bejelentették a brit és ír arénatúra dátumait, amely 2021. szeptemberében kezdődött. Az album 2020. október 23-án jelent meg, általában kedvező kritikákat kapva. A lemez a brit albumlistán a 3. helyig jutott fel.
2023–jelen: Dead Club City
Március 15-én a zenekar kiadta a Welcome to the DCC című kislemezt, ugyanakkor bejelentve negyedik albumukat, amelynek címe Dead Club City, ami 2023. június 30-án jelent meg. Ugyanakkor, 2023. július 7-én az album lett a zenekar első olyan lemeze, amely az OCC brit albumlistáján az első helyre került.
Az album egyik dalát, a Welcome to the DCC-t a BBC Radio 1 2023-as év Hottest Recordként jelentették be 2023. december 14-én.

## A banda tagjai
Conor Mason: énekes, gitáros, ,,frontmama”
- „Mindig próbáltam érdekes módon használni a hangomat, mint egy hangszer, az kísérletezés része a dalszerzésünknek.”
- Életkor: 1992. december 26-án született.
- Születési hely: Basildonban született.
- ,,Felnőttem sok jazz és blues hallgatásával, amit még mindig nagyon szeretek. És persze ott van a klasszikus rock is.”

Joe Langride-Brown: gitár, háttér énekes, szövegek írása
- ,,Egyszer találkoztam Felix Baumgartnerrel, és elvarázsolt. Általában nem történik meg velem ilyesmi, de a férfi elment a világűrbe!”
- Életkor: 1990. november 29-én született.
- Születési hely: Essex, Anglia
- ,,Azt hiszem, ez visszavezethető arra, hogy mit játszott apukám. Tom Petty & The Heartbreakerst hallgattunk az autóban, némi Dylan és U2 is. Sok olyan előadó, akiknek a dalai úgy hangzanak, mint azonnali klasszikusok. Később megvettem a Foo Fighters One By One és a Radiohead The Bends albumát. Ezek az albumok ösztönöztek rá, hogy vegyek fel egy gitárt, és gyakorlatilag ezek megváltoztatták az életemet.”

Dom Craik: gitár, hangszerek, zongora, háttérénekes
- Életkor: 1993. augusztus 22-én született.
- Születési hely: Essex, Anglia
- ,,Mindannyian a rockkal kezdtük, ugye? Olyan zenekarok, mint a Led Zeppelin, az AC/DC, ilyesmi. Mostanában az Arcade Fire, a Radiohead, Jeff Buckley is inspiráló számomra.”

Phil Blake: basszusgitár
- Dom Craik lelkes unokatestvére.
- Életkor: 1988. október 5-én született.
- Születési hely: Essex
- ,,Zenekarok, amelyeket imádok, a The War on Drugs, a Marmozets és a Kvelertak.”

James Price: dobok
- Életkor: 1992. december 10-én született.
- Születési hely: Essex
- ,,A Queen minden idők legjobb zenekara. Egyéb megjegyzés nélkül.”